# Kristīne Opolais
Kristine Opolais (Rēzekne, 12 novembre 1979) è una cantante lirica e soprano lettone, specializzata nel repertorio pucciniano, ma la sua voce luminosa, flessibile e senza sforzo le permette un vasto repertorio.

## Biografia
Kristīne Opolais è nata nel novembre 1979 in una famiglia amante della musica: sua madre cantava, suo padre suonava la tromba classica e il jazz. La sua formazione musicale è iniziata all'età di 7 anni.  Nella sua città natale frequenta la Jāņa Ivanova Rēzeknes mūzikas vidusskola, un liceo tecnico per l'educazione musicale. Ha poi studiato canto con Regīna Frīnberga all'Accademia lettone di musica Jāzeps Vītols a Riga, con Margarita Gruzdeva e Lilija e successivamente con Margreet Honig ad Amsterdam.

## Carriera
Dal 2001 Kristīne Opolais ha cantato nel coro dell'Opera Nazionale Lettone e due anni dopo come solista (fino al 2007), supportata dal direttore artistico Andrejs Žagars e dal direttore principale Andris Nelsons.
Nel 2006 ha debuttato alla Staatsoper Unter den Linden (nel ruolo della protagonista in Tosca di Giacomo Puccini), nel 2008 alla Scala di Milano e alla Staatsoper di Vienna (come Mimì ne La Bohème di Giacomo Puccini), nel 2010 alla Bayerische Staatsoper (nel ruolo della protagonista in Rusalka di Antonín Dvořák) e al Festival d'Aix-en-Provence, nel 2011 alla Royal Opera House Covent Garden, nel 2012 al Teatro dell'Opera di Zurigo (nel ruolo del protagonista in Jenůfa di Leoš Janáček) e nel 2013 al Metropolitan Opera di New York. Nell'aprile 2014, Kristīne Opolais ha scritto, come ha detto Peter Gelb, direttore generale del Metropolitan Opera, "Met history" quando, dopo il suo debutto nel ruolo principale in Madama Butterfly il giorno prima, ha sostituito il soprano malato nella prima de La Bohème nel giro di poche ore il giorno successivo. Sebbene Opolais avesse interpretato quel ruolo già diverse volte in passato, anche all'Opera di Stato di Vienna, cantava in quel periodo nel ruolo principale di un'altra opera, Madama Butterfly di Puccini, e l'aveva cantata lì per la prima volta la sera precedente. Non si era addormentata fino alle 5 del mattino, ma è stata svegliata da una telefonata delle 7:30 che le chiedeva di cantare di nuovo alla matinée delle 13:00, che veniva trasmessa in tutto il mondo come parte della serie Live in HD del Met.

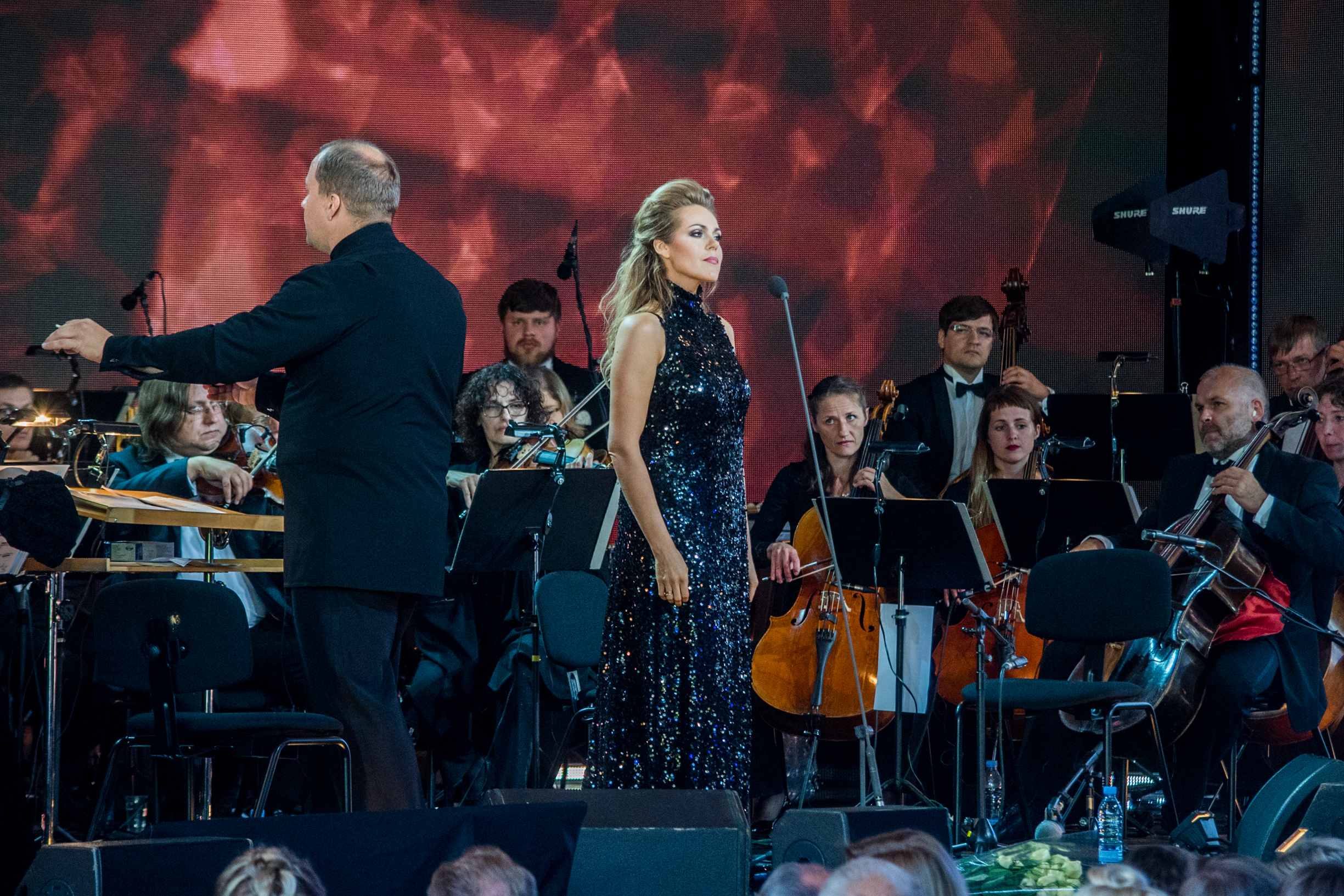
Kristine Opolais a Laima Rendez Vous Jurmala nel 2017

Il canto di Opolais in Madama Butterfly al Met ha ricevuto recensioni positive. Il New York Observer ha notato la sua "voce svettante e la sua penetrante presenza teatrale", e che "è la Met Cio-Cio-San più convincente da quando Diana Soviero ha cantato il ruolo qui per l'ultima volta quasi 20 anni fa". Ha poi cantato nel ruolo principale in Manon Lescaut di Giacomo Puccini alla Royal Opera di Londra nel giugno 2014, alla Bavarian Staatsoper nel novembre 2014, quando ha sostituito Anna Netrebko e anche al Met di New York nel febbraio e marzo 2016.
Oltre all'opera, Kristine Opolais ha tenuto concerti alla Tonhalle di Zurigo, al Burgtheater, al "Nobelkonsert" nel 2014, al concerto di gala in occasione dei Premi Nobel a Stoccolma, al Festival di Salisburgo (Sinfonia n. 14 di Shostakovich), con la WDR Symphony Orchestra di Colonia, la Gewandhaus Orchestra di Lipsia e la BBC Philharmonic.
Nel febbraio e marzo 2017 ha nuovamente interpretato il ruolo principale in Rusalka di Dvořák al Metropolitan Opera.  Nel 2022 ha cantato Tosca al Theater an der Wien in una produzione di Martin Kušej.

## Vita privata
Opolais ha sposato il direttore d'orchestra Andris Nelsons, un connazionale lettone, nel 2011.  La loro figlia è nata nel dicembre 2011. La coppia ha divorziato nel 2018.

## Premi e riconoscimenti
- 2004 - Premio Pauls Sakss, intitolato al tenore lettone Pauls Sakss (1878-1966).
- 2005 - Premio per il Teatro Lettone nella categoria "Miglior artista d'opera"
- 2005 - Premio della Fondazione Culturale Lettone.
- 2006 - Gran Premio Musicale Lettone.
- 2007 - Gran Premio Musicale Lettone
- 2016 - Ordine delle Tre Stelle (Triju Zvaigžņu ordenis), il più alto riconoscimento nel suo paese d'origine.[14]

## Discografia (selezione)

### DVD
- Dvorák: Rusalka. Opolais, Vogt, Krasteva, Groissböck, Bechle, Hanus, Kusej, 24 maggio 2017, Do maggiore, ASIN: B01LB80XCE, BlueRay (un riferimento, un must)
- Prokofiev: Il giocatore. Ognovenko, Opolais, Didyk, Rud, Barenboim, Tcherniakov, 24 maggio 2017, Do maggiore, ASIN: B003AGXH6U, BlueRay (Buono)
- Čajkovskij: Eugene Onegin. Opolais, Groissböck, Rucinski, Korchak, Welber, 6 luglio 2017, Do maggiore, ASIN: B00BK5JPR8, BlueRay (per Opolais)
- Dal Nuovo Mondo Otello op 93 B 174 (ouv) (1891 92) Canzoni che mia madre mi ha insegnato op 55 n.4 (1880) Rusalka op 114 (1901) Canzone alla luna Rusalka op 114 (1901) (polacca) Rusalka op 114 (1901) Oh, it's useless Sinfonia n.9 op 95 B 178 'Dal nuovo mondo' (1893), 23 febbraio 2018, Accentus Music, ASIN: B0795STSKH
- Puccini: Tosca. Kristine Opolais, Marcelo Alvarez, Marco Vratelia, Warner Music, ASIN: B0753HJH65 BlueRay

### CD
- Verdi: Simon Boccanegra. Massimo Zanetti, Carlo Colombara, Igor Bakan, Joseph Calleja, Kristine Opolais, et al., 16 settembre 2013, Decca, ASIN: B00E00GW8U
- Nessun Dorma - l'album di Puccini. Jonas Kaufmann, Orchestra dell'Accademia Nazionale di Santa Cecilia, Massimo Simeoli, Kristine Opolais, Coro dell'Accademia Nazionale Di Santa Cecilia, et al., 11 settembre 2015, Sony Classical, ASIN: B00XJ91U8A
- Preludio sinfonico Suor angelica. Kristine Opolais, Nadezhda Serdyuk, Mojca Erdmann, Lioba Braun, 22 ottobre 2012), Orfeo International,